# Bruno Mayer
Bruno Mayer (Cà Vio, 3 aprile 1951) è un ex calciatore italiano, di ruolo libero.

## Biografia
È il fratello di Danilo e lo zio di Mauro Mayer, entrambi calciatori professionisti.

## Carriera
Ha disputato 8 incontri nel campionato di Serie A 1974-1975 con la maglia del Varese, esordendo in massima serie il 3 novembre 1974 in occasione del pareggio interno con la Roma. Coi biancorossi lombardi ha inoltre disputato 21 incontri nel vittorioso campionato di  Serie B 1973-1974.

## Palmarès

### Club

#### Competizioni nazionali
- Coppa Italia Semiprofessionisti: 1

Alessandria: 1972-1973